# Compsibidion balium
Compsibidion balium là một loài bọ cánh cứng trong họ Cerambycidae.